# 深裂苦荬菜
深裂苦荬菜（学名：Ixeris dissecta）为菊科苦荬菜属的植物。分布于日本、台湾岛、朝鲜以及中国大陆的湖南、广东、陕西、浙江、福建、江苏等地，生长于海拔700米至1,130米的地区，多生长在河边、田边或溪边，目前尚未由人工引种栽培。

## 异名
- Lactuca matsumurae Makino
- Lactuca matsumurae Makino var. dissecta Makino